# Вільгельм Фальбуш
Вільгельм Фальбуш (нім. Wilhelm Fahlbusch; 8 лютого 1892, Ганновер, Німецька імперія — 6 вересня 1916, Маленкур, Франція) — німецький льотчик-ас, лейтенант Прусської армії.

## Біографія
Учасник Першої світової війни. В 1916 році літав у складі 1-ї бойової ескадрильї на двомісному розвідвальному літаку LFG Roland C.II. Його спостерігачем був лейтенант Ганс Розенкранц. Разом вони здобули 5 перемог і загинули в бою: їхній літак був підбитий британським льотчиком Вільямом Сандеєм, який літав на А3431 Sopwith 1 1/2 Strutter. Машина спалахнула і впала. Фальбуш був похований на цвинтарі в Гібольдегаузені в Німеччині, який до наших днів не зберігся.

## Нагороди
- Залізний хрест 2-го і 1-го класу
- Нагрудний знак військового пілота (Пруссія)